# Penstemon goodrichii
Penstemon goodrichii är en grobladsväxtart som beskrevs av Noel Herman Holmgren. Penstemon goodrichii ingår i släktet penstemoner, och familjen grobladsväxter. Inga underarter finns listade i Catalogue of Life.